# Валтово (посёлок железнодорожного разъезда)
Валтово — поселок железнодорожного разъезда в городском округе Навашинский Нижегородской области.

## География
Расположена в 23 км по прямой на восток от города Навашино у железнодорожной линии Муром — Арзамас.

## Население
Постоянное население составляло 18 человек (русские 94%) в 2002 году, 20 в 2010.